# Jõgeva
Jõgeva (njem. Laisholm, rus. Йыгева) je gradić u Estoniji, s nešto više od 6000 stanovnika. On se nalazi u istočnom dijelu zemlje, na putu između dva najvažnija grada Tallinna i Tartua. Jigeva je najveći grad i administrativno središte okruga Jõgevamaa. Jõgeva se prostire se na 3,86 km². Kroz grad prolazi rijeka Pedja.
Jõgeva postaje grad 1. svibnja 1938. godine. Poznat je kao najhladnije mjesto u Estoniji. To je rodno mjesto estonske pjesnikinje Betti Alver.
Jõgeva je grad prijatelj s litvanskim gradom Jonava, švedskim Karlstadom, te Keuruuom i Kaarinom u Finskoj.

## Vanjske poveznice
- Službene stranice  Arhivirana inačica izvorne stranice od 11. siječnja 2011. (Wayback Machine)